# 國浩房地產
國浩房地產有限公司，簡稱國浩房地產（英語：GuocoLand Limited，SGX：F17、OTCBB：GUOCY
），屬於香港上市公司的，國浩集團（0053.HK）旗下公司，在1976年由馬來西亞豐隆集團成立，當時名為「第一資本有限公司」，總裁為郭志鴻。
主要業務在新加坡、馬來西亞（國浩房地產（馬來西亞）有限公司）、中國內地（國浩房地產（中國）有限公司），以及越南經營住宅、商業性質物業，以及綜合發展項目，而股份在1978年11月14日於新加坡交易所主板上市。總部位於20 Collyer Quay #20-01 Tung Centre Singapore 049319。
2013年8月，國浩房地產以12億元人民幣向香港佳源集團出售旗下國祥房地產，國祥房地產在南京玄武區持有一幅地皮。

## 連結
- GuocoLand.com.sg（页面存档备份，存于）